# 保禄小堂

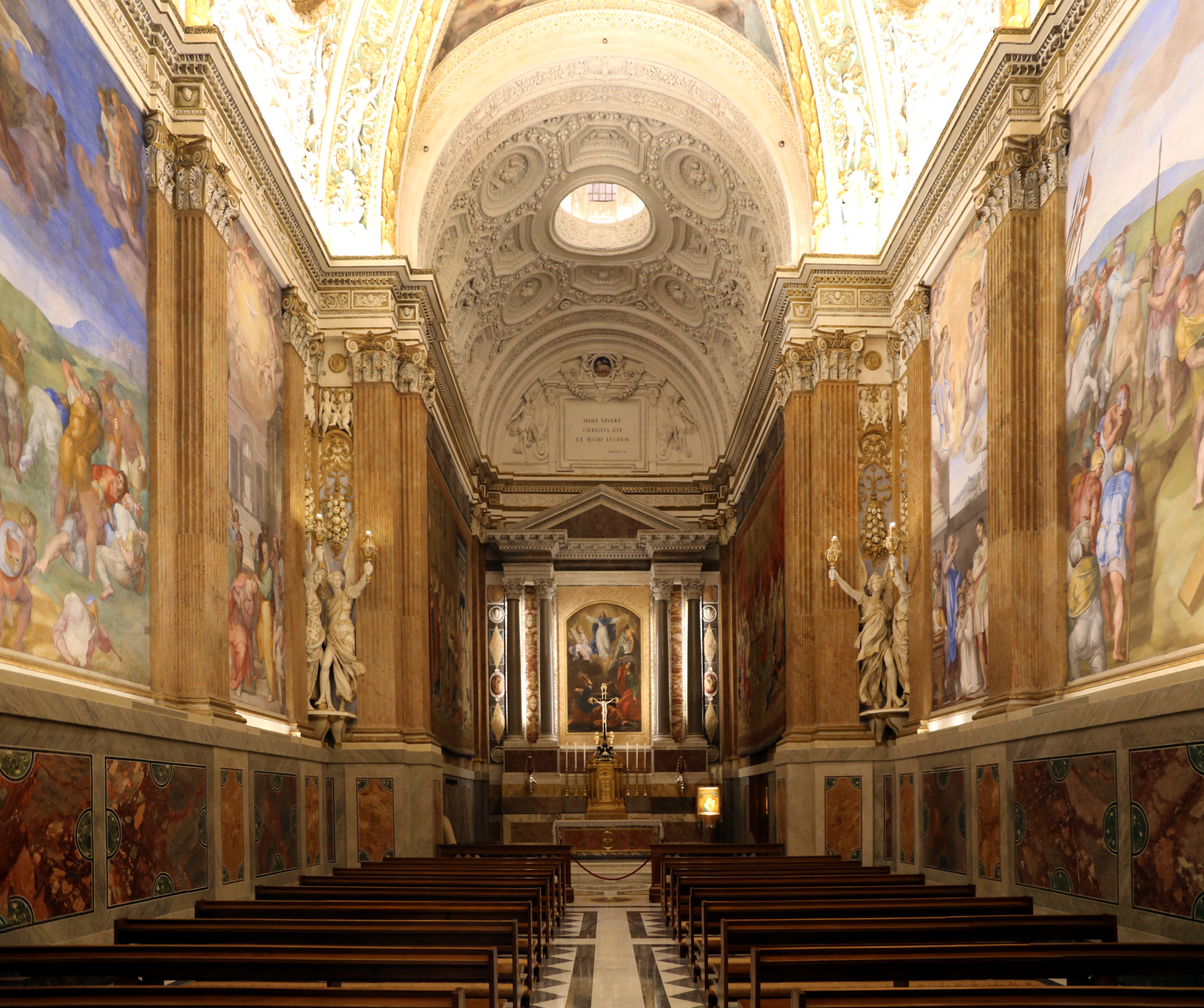
保禄小堂

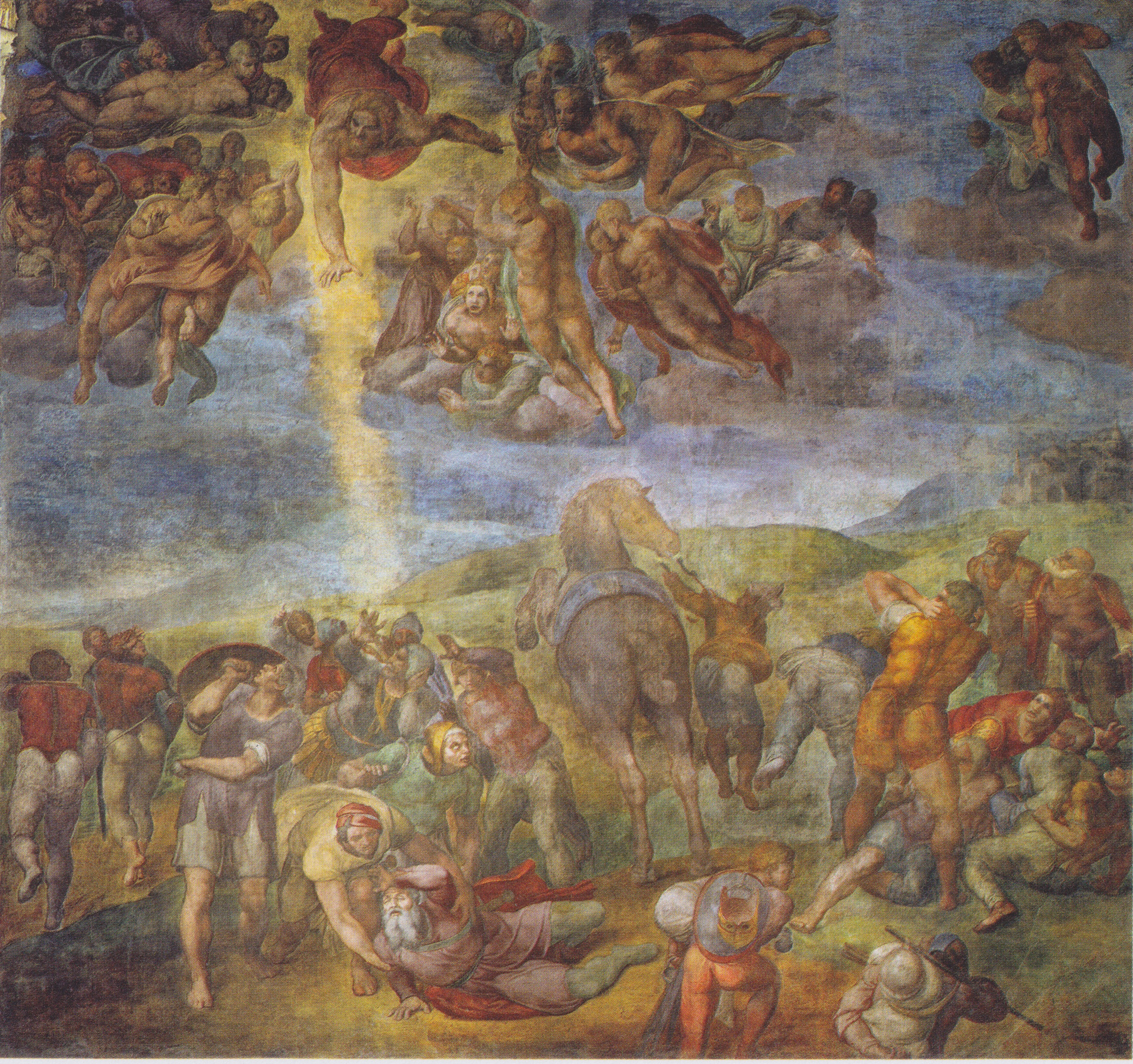
《保禄的皈依》

保禄小堂（Cappella Paolina）是梵蒂冈宗座宮的一个小堂，与西斯汀小堂由国王厅（Sala Regia）分隔开来。它未列入任何定期的旅游行程。
米开朗基罗在保禄小堂的两幅湿壁画，《保禄的皈依》和《伯多禄被倒钉十字架》绘制于1542年至1549年，这是他成名的巅峰，但当时的观众普遍都很失望甚至视为失败。它们并不符合当时的组合惯例，主题以非正统的方式描绘。虽然小堂和壁画主题都很重要，但是湿壁画大体上受到忽视，而米开朗基罗在附近的西斯汀小堂的杰作则广受推崇。
一位意大利学者通过面部叠加，在圣保禄和圣伯多禄的画作中认出了米开朗基罗的脸。

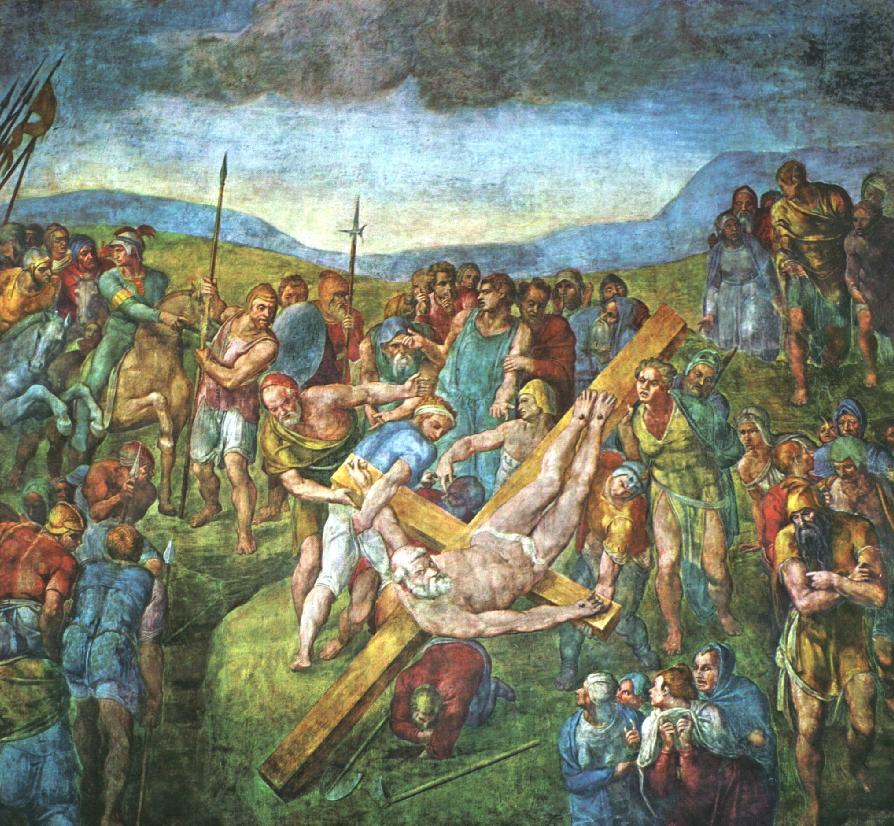
《伯多禄被倒钉十字架》

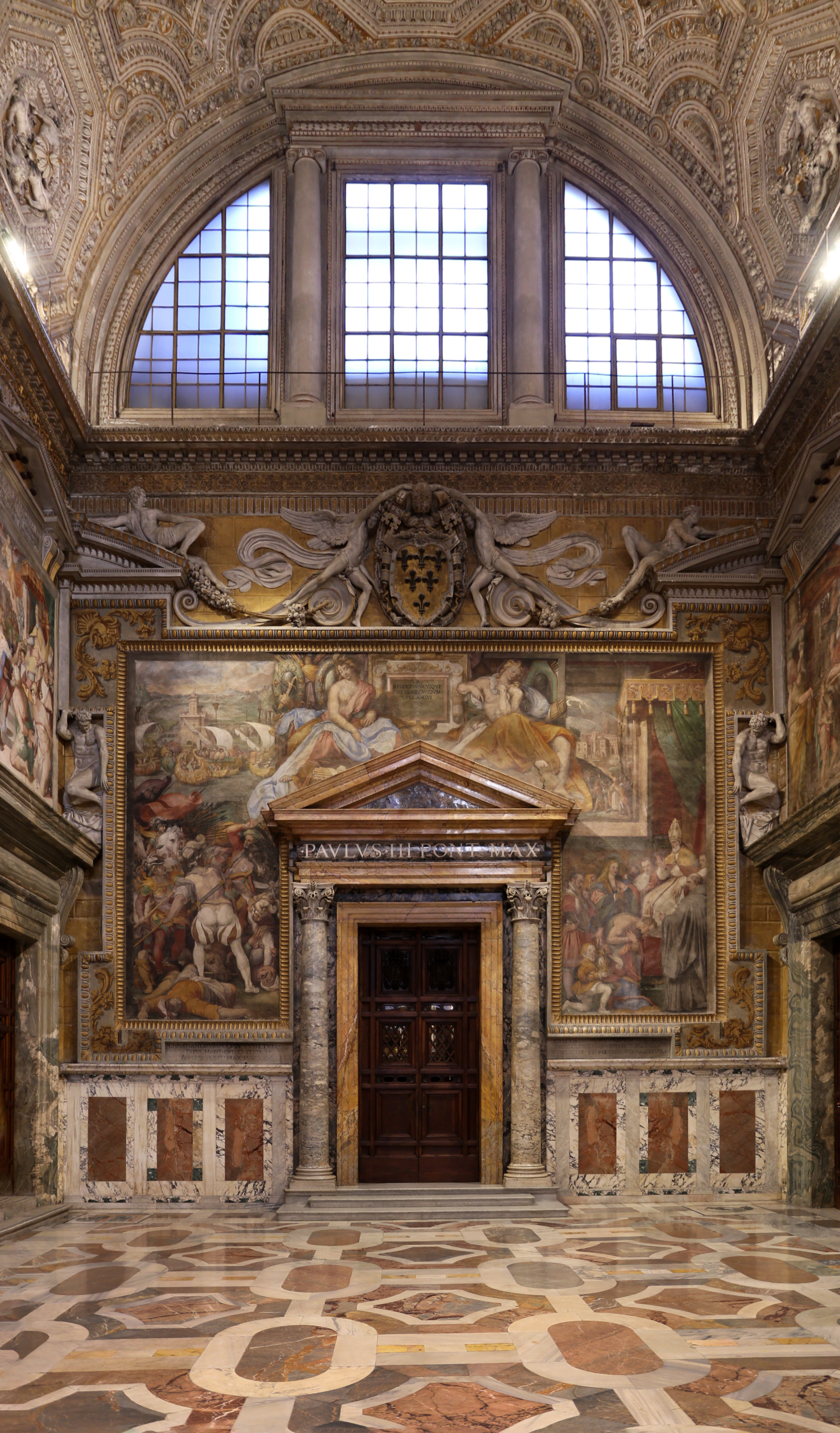
国王厅，尽头的门通往保禄小堂